# Joris Casselman
Joris Casselman (Eernegem, 23 februari 1939) is een Vlaamse emeritus hoogleraar aan de Katholieke Universiteit Leuven.

## Levensloop

### Vorming
Casselman startte zijn academische vorming aan de faculteit geneeskunde van de Katholieke Universiteit Leuven waar hij in 1963 geneesheer werd. Vervolgens specialiseerde hij zich als psychiater aan de Katholieke Universiteit Leuven. Bij Maxwell Jones in het Digleton Hospital te Melrose in Schotland specialiseerde hij zich in de sociale psychiatrie en aan de Universiteit van Genève in Zwitserland specialiseerde hij zich in de alcohol- en drugproblematiek.
Nadien vervolledigde hij zijn vorming tot psycholoog in 1969, seksuoloog in 1970 en criminoloog in 1973. Hij behaalde zijn doctoraat in de criminologische wetenschappen in 1977. In 1982 werd hij specialist in de psychiatrische revalidatie.
Deze uitgebreide vorming liet Joris Casselman toe om in zijn verdere loopbaan maatschappelijke problemen vanuit een interdisciplinair kader te benaderen.

### Onderwijs
Joris Casselman was verbonden aan de faculteiten Geneeskunde en Rechtsgeleerdheid van de Katholieke Universiteit Leuven en doceerde verschillende vakken die het raakvlak vormen tussen psychiatrie, geestelijke gezondheidszorg en vormen van rechtsbedeling. Het domein kan omschreven worden als gerechtelijke geestelijke gezondheidszorg.

### Onderzoek
Als onderzoeker publiceerde Joris Casselman meer dan 20 boeken en 300 artikels en gaf hij lezingen in 44 landen, voornamelijk in de domeinen van alcohol- en andere drugproblemen en gerechtelijke geestelijke gezondheidszorg.

### Praktijk
Joris Casselman was verbonden als psychiater aan het Universitair Psychiatrisch Centrum Sint-Kamillus te Bierbeek waar hij tot 2000 hoofd was van het 'Psychosociaal Departement en staflid van de Ontwenningsafdeling'. Hij trad meermaals als expert op voor de Wereldgezondheidsorganisatie (Mental Health en Dependence).
Joris Casselman was tevens Belgische vertegenwoordiger in het Wetenschappelijk Comité van het European Monitoring Centre for Drugs and Drug Addiction, Lissabon.
Joris Casselman was medeoprichter van de Dienst Volwassenen van het Universitair Centrum voor Geestelijke Gezondheidszorg te Leuven, Oikonde Leuven, Jongerenadviescentrum Leuven, Tele-Onthaal Vlaams-Brabant, Medif te Bierbeek, Crisiscentrum de Stut Leuven, Walden (Beschermd Wonen te Bierbeek).
Ruim 25 jaar lid van CBM (Commissie tot Bescherming van de Maatschappij) Leuven en lid van de Commissie Delva betreffende internering (1996-1999).
Gewezen voorzitter van de V.V.G.G. (Vlaamse Vereniging voor Geestelijke Gezondheid).
Momenteel:
- Lid van de Raad van Beheer van de Vereniging voor Alcohol- en andere Drugproblemen.
- Lid van de algemene vergadering ven de Vlaamse Vereniging voor Geestelijke Gezondheid.

### Emeritaat
Ter gelegenheid van zijn toetreding tot het emeritaat op 1 oktober 2004 gaf Joris Casselman een afscheidscollege getiteld De psychiatrie, drugsverslaving en criminaliteit voorbij op 17 september 2004 en werd door zijn collega's een liber amicorum samengesteld dat in 2006 verscheen met als titel Gerechtelijke geestelijke gezondheidszorg.
- Liber Amicorum Joris Casselman : Gerechtelijke geestelijke gezondheidszorg: wetenschap, beleid en praktijk[dode link].

## Publicaties
Volgende boeken werden geschreven door of met medewerking van Joris Casselman.
1. Casselman, J., De Schepper, P., Nuyens, Y., Drugs. Middelen, mensen, samenleving. Antwerpen, Utrecht, De Nederlandsche Boekhandel, 1971 (1), 1973 (2).
2. Casselman, J., Alkoholproblemen. Strafrechtsbedeling en hulpverlening. Leuven, Acco, CISS Werkdokument 4, 1977.
3. Casselman, J., De Schepper, P., Nuyens, Y., Druggebruik bij jongeren. Antwerpen, Amsterdam, De Nederlandsche Boekhandel, 1978.
4. Boydens, J., Casselman, J., Decnop, M., Depreeuw, W., De Wit, J., Goethals, J., Kloeck, K., Peters, T., Vandenbroucke, M., Van Outrive, L., Verrydt, J., Vettenburg, N., Strafuitvoering in close-up. Leuven, Acco, CISS Werkdocument 5, 1978.
5. De Baere, H., Casselman, J. (Coörd.), Het alcoholprobleem. De Nederlandse Bibliotheek der Geneeskunde, Nr. 131. Alphen aan den Rijn, Brussel, Stafleu’s Wetenschappelijke Uitgeversmaatschappij, 1980.
6. Casselman, J., Cooreman, G., Deraeck, G., de Wijs-Koppen, O., Prové, W., Jongeren en alcohol. Deventer, Van Loghum Slaterus, 1982.
7. Casselman, J., Cooreman, G., de Wijs-Koppen, O., Prové, W., Jongeren en drugs. Gebruik van tabak, psychofarmaca en illegale drugs bij leerlingen uit het secundair onderwijs. Antwerpen, Van Loghum Slaterus, 1984.
8. Baro, F., Casselman, J., Pelc, I. (Red.), Drug-related problems in Europe. Proceedings of the WHO Workshop on the Prevention and Treatment of Drug Dependence. Brussels, 26-30 September 1983, Leuven, Amersfoort, Acco, 1986.
9. Baro, F., Casselman, J., Moorthamer, L., Van Hende, L., A drug education manual concerning illicit drugs and psychotropics. For teachers in secondary schools in the Member States of the European Community. Brussels, Luxembourg, Commission of the European Communities, 1986.
10. Baro, F., Casselman, J., Moorthamer, L., Van Hende, L., Drogues illicites et psychotropes. Manuel pédagogique destiné aux enseignant du cycle secondaire dans les États membres de la Communauté européenne. Bruxelles, Luxembourg, Commission des Communautés européennes, 1986.
11. Casselman, J., Bobon, D., Cosyns, P., Wilmotte, J., Arteel, P., Depreeuw, W., De Ruyver, B., Janssen, V., Mormont, C., Snacken, S. (Eds.), Law and mental health. Historical, Legal, Ethical, Diagnostic and Therapeutic Aspects. Proceedings of the 17th International Congress of the International Academy of Law and Mental Health, Leuven, 1992.
12. Casselman, J., Alcoholstop. Adequate opvang van alcoholonthoudingsverschijnselen. Leuven, Apeldoorn, Garant, 1993.
13. Kinable, R., Casselman, J., Todts, S., Van Deun, P., Druggebruikers en Aids. Aids-risicogedrag bij injecterende druggebruikers en evaluatie van een preventief project. Brussel, Leuven, Antwerpen, VAD, KULeuven, Free Clinic, 1994.
14. Cosyns, P., Casselman, J., Gerechtelijke psychiatrie. Leuven, Apeldoorn, Garant, 1995 (1), 1999 (2).
15. Casselman, J., http://www.maklu.be/MakluenGarant/BookDetails.aspx?id=9789053504611 Met vallen en opstaan. Motivatiebevordering en terugvalpreventie bij alcohol en andere drugproblemen. Leuven, Apeldoorn, Garant, 1996 (1), 2001 (2)].
16. Casselman, J., Cosyns, P., Goethals, J., Vandenbroucke, M., De Doncker, D., Dillen, C., Internering. Leuven, Apeldoorn, Garant, 1997.
17. Casselman, J., Goethals, J., Goossens, F., Hutsebaut, F., Vervaeke, G., Walgrave, L. (Red.), et al., Veiligheid, een illusie? Theorie, onderzoek en praktijk. Brussel, Politeia, 2001.
18. Casselman, J., Hulpverlening onder druk. Gerechtscliënten in de geestelijke gezondheidszorg. Mechelen, Kluwer, 2002.
19. De Ruyver, B., Pelc, I., Casselman, J., Geenens, K., Nicaise, P., From, L., Van der Laenen, F., Meuwissen, K., Van Dijck, A., Drugbeleid in cijfers. Een studie naar betrokken actoren, overheidsuitgaven en bereikte doelgroepen. Gent, Academia Press, 2004.
20. Ansoms, S., Casselman, J, Matthys, F., Verstuyf, G. (Red.), Hulpverlening bij problematisch alcoholgebruik. Antwerpen, Apeldoorn, Garant, 2004.
21. Stöver, H., Hennebel, L., Casselman, J., Substitution treatment in European prisons. A study of policies and practices of substitution treatment in prisons in 18 European countries. London, ENDSD, Cranstoun Drug Services Publishing, 2004.
22. Pelc, I., Nicaise, P., Corten, P., Bergeret, I., Baert, I., Alvarez Irusta, L., Casselman, J., Meuwissen, K., Les traitements de substitution en Belgique. Développement d'un modèle d'évaluation des diverses filières de soins et des patients. Gent, Academia Press, 2005.
23. Casselman, J., Kinable, H., Gebruik van illegale drugs. Multidimensionaal bekeken. Heule, UGA, 2007.
24. Casselman, J., Boon, K. (red.) De rol van de politie in de aanpak van drugproblemen. Leuven, Provincie Vlaams-Brabant, 2009.
25. Casselman, J., Etienne De Greeff (1898-1961). Psychiater, criminoloog en romanschrijver. Leven, werk en huidige betekenis. Antwerpen, Apeldoorn, Maklu, 2010.
26. Casselman, J., Aertsen, I., Parmentier, S. (red.), Tachtig jaar criminologie aan de Leuvense universiteit. Onderwijs, onderzoek en praktijk. Antwerpen, Apeldoorn, Maklu, 2012.
27. Casselman, J., Albert De Haene (1910-1961) en Hubert Ronse (1928-2010). Honderd jaar Psychiatrisch Ziekenhuis Onze-Lieve-Vrouw Brugge (1910-2010). Met voorgeschiedenis vanaf de twaalfde eeuw. Antwerpen, Apeldoorn, Garant, 2013.
28. Casselman, J., Etienne De Greeff (1898-1961). Psychiatre, criminologue et romancier. Collection Crimen. Bruxelles, Larcier, 2015.
29. Casselman, J., De Rycke, R., Heimans, H. (eds.), Internering. Nieuwe interneringswet en organisatie van de zorg. Brugge, Die Keure, 2015.
30. Casselman, J., De Rycke, R., Heimans, H., Verpoorten, P., Internering. Het nieuwe beleid in België: een metamorfose? Brugge, Die Keure, 2017.
31. Casselman, J., Van jeneverellende tot Tournée Minérale. 150 Jaar aanpak van alcoholproblemen in Vlaanderen. Oud-Turnhout, 's-Hertogenbosch, Gompel&Svacina, 2019.